# Manza
Pour les articles homonymes, voir Manza (homonymie).
Le manza, ou mandja, est une langue gbaya parlée en République centrafricaine.

## Classification
Le manza est une variété du gbaya et une langue oubanguienne. Celles-ci sont rattachées aux langues adamawa-oubanguiennes, une des branches de la famille nigéro-congolaise.

## Écriture
| a | b | bh | d | dh | e | ɛ | f | g | gb | h | i | k | kp | l | m | mb | n | nd | ndj | ngb | ŋ | ŋg | ŋm | o | ɔ | p | r | s | t | u | v | vb | w | y | z |

Les tons sont indiqués sur les lettres à l’aide de signes diacritiques :
- le ton moyen est indiqué à l’aide du tréma : ‹ ä, ë, ɛ̈, ï, ö, ɔ̈, ü › ;
- le ton haut est indiqué à l’aide de l’accent circonflexe : ‹ â, ê, ɛ̂, î, ô, ɔ̂, û ›.

## Sources
- Troy Christopher Moore et Paul Murrell, Proposition d’orthographe de la langue mandja (révisé), Bangui, Association centrafricaine pour la traduction de la Bible et d’alphabétisation (ACATBA) et SIL International, 2016 (lire en ligne)
- Edmond Ngodi, Orphe-Magloire Gounoukon et Troy Moore, Hârâ nɛ mɛ̈ yɔ̂ rɔ̂ nû mandja [« Lire et écrire en mandja »], Bangui, Association centrafricaine pour la traduction de la Bible et d’alphabétisation (ACATBA) et SIL International, 2017 (lire en ligne)